# Ременский, Алексей Степанович
Алексей Степанович Ременский (1909—1994) — управляющий трестом «Беловоуголь» комбината «Кузбассуголь», Герой Социалистического Труда.

## Биография
Родился 18 октября 1909 года.
После окончания Томского индустриального (технологического) института (ныне Томский политехнический университет), в 1937 году работал инженером производственно-распорядительного отдела комбината «Кузбассуголь», директором флагмана Осинниковского рудника — шахты «Капитальная».
В марте 1952 года Алексея Степановича Ременского назначают управляющим трестом «Беловоуголь». В период работы Ременского на этом посту вступили в строй шахты «Чертинская» (1952), «Чертинская-Южная» (1952), «Грамотеинская 1-2» (1956), разрез «Колмогоровский» и другие, которые в короткие сроки освоили и превзошли проектную мощность. А. С. Ременский понимал, что без творчески мыслящих руководителей трудно решать поставленные перед угольщиками залдачи и делал все для подбора таких кадров.
Алексей Степанович Ременский неоднократно избирался депутатом городского и областного Советов депутатов трудящихся. Умелое руководство угольной отраслью на руднике, забота о людях снискали ему всеобщее уважение. С февраля 1966 по июль 1970 года был заместителем начальника комбината «Кузбассуголь» по производству. С 1970 года находился на пенсии. Жил в Кемерово.
А. С. Ременский награждён тремя орденами Ленина, орденом «Знак Почета», семью медалями, знаком «Шахтерская Слава» всех трех степеней. В 1966 году ему присвоено звание Героя Социалистического Труда. Он занесен в Книгу почета «Летопись борьбы трудящихся Кузбасса за коммунизм».
Умер 25 мая 1994 года.